# Sacré Charlemagne (film)
Pour les articles homonymes, voir Sacré Charlemagne (homonymie).
 (juillet 2025).
Pour plus de détails, voir Fiche technique et Distribution.
Sacré Charlemagne est un court-métrage pilote belge réalisé par Adrien François en décembre 2013.

## Synopsis
L'histoire du court-métrage se déroule dans un lycée, le lycée Charlemagne. Une petite école de province où se déroulent de nombreuses aventures assez cocasses. Entre les élèves bagarreurs, perturbateurs, menteurs et les professeurs alcooliques, stressés ou hystériques, la vie de ce lycée continue. Il se trouve que les professeurs sont pires que leurs élèves, il se battent, s'insultent. On peut compter sur le sale caractère du professeur d'histoire, le franc-parler du professeur de philosophie, la nervosité du professeur de français ou même la bêtise de l'éducateur pour mettre de l'ambiance dans la salle des profs.
Le court métrage n'a pas un réel fil rouge mais ce sont plutôt des petites situations amusantes, drôles, farfelues voire complètement folle qui servent de vitrine, l'ambiance, les dialogues, l'humour, les costumes sont mis en vitrine, c'est clairement le concept d'un pilote.

## Fiche technique
- Réalisateur : Adrien François
- Assistant réalisateur : Hugues Hausman
- Scénario : Christophe Bourdon
- Image : Marco Vieira
- Montage : Okayss Prod
- Musique : Simon Goffin
- Producteur : Cinélabel Films
- Société de production : Mellow 9 Productions, Shortattacks, Gré-Liège
- Langue : Français

## Distribution
- Michel Galabru : Grand-père de Brenda
- Emmanuelle Galabru : Mère de Brenda
- Jean-Luc Couchard : Le professeur de français
- Isabelle de Hertogh : Le professeur de sciences
- Jean-Pierre Castaldi : Le professeur d'histoire
- Sébastien Cauet : Le professeur de géographie
- Armelle : Le professeur d'anglais
- Éric Godon : Le directeur du lycée Charlemagne
- Senso du groupe Joshua : Le professeur de musique
- Antojo : Le professeur de latin
- Gatean Bartosz : L'éducateur
- Vincent Taloche : Le professeur de sport
- Renaud Rutten : Le professeur de religion
- Thibaud Paligot : Le professeur de philosophie
- Thomas Doret : Jean-François
- Sophie Mary : Brenda
- Zacharia Vigneron : François
- Xavier Huguet : Adrien

## Tournage
Le tournage a eu lieu au Campus 2000 de Jemeppe, du 1er au 7 décembre 2013. Les acteurs étaient logés au Crowne Plaza de Liège.
Le tournage a été médiatisé de manière folle pour un court-métrage pilote, la production doit sa grosse médiatisation à Michel Galabru qui a créé le buzz sur le tournage, lors d'une interview pour la RTBF : « J'ai déjà été sur des tournages où ils étaient tous pédés », il faisait bien évidemment référence à La Cage aux folles.

## Projet de long métrage
Le long-métrage est en préparation, nous dit le réalisateur belge Adrien François de chez Cinélabelfilms.